# Johann Jakob Helfferich

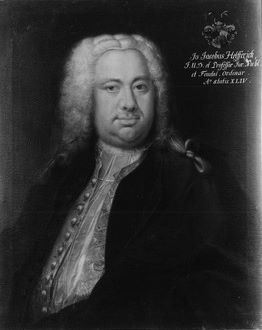
Johann Jakob Helfferich, Gemälde von Wolfgang Dietrich Majer in der Tübinger Professorengalerie

Johann Jakob Helfferich (* 5. Januar 1692  in Göppingen; † 23. August 1750 in Tübingen) war ein deutscher Jurist.

## Leben
Johann Jakob Helfferich immatrikulierte sich 1706 in Tübingen, kehrte dann aber nochmal ins Gymnasium nach Stuttgart zurück. 1707 wurde er in Tübingen wiederimmatrikuliert und studierte zunächst an der Philosophischen Fakultät, und absolvierte dann ein Studium der Rechte. Ab 1711 setzte er sein Studium in Jena fort, wo er neben Jura auch Geschichte, Heraldik und Numismatik studierte. Anschließend gab es kurze Aufenthalte in Halle an der Saale, Leipzig, Gießen und Marburg an der Lahn. 1713 kehrte er nach Tübingen zurück und wurde dort wiederimmatrikuliert. 1714 wurde er Lizenzat der Rechte sowie Professor für Geschichte und Politik am Collegium Illustre in Tübingen. 1716 wurde er zum Dr. iur. promoviert und trat seine Professur an. Von 1730 bis 1750 war er ordentlicher Professor der Rechte an der Universität Tübingen. Nach 1735 führte er den Titel eines Professors des Staats- und Lehenrechts. Er war außerdem herzoglich-württembergischer Rat. 1733/34, 1736, 1742 und 1746 Rektor der Universität Tübingen. Sein Porträt hängt deshalb in der Tübinger Professorengalerie.